# Rhodospatha venosa
Rhodospatha venosa Gleason – gatunek wieloletnich, wiecznie zielonych pnączy z rodziny obrazkowatych, pochodzących z tropikalnych regionów Ameryki Południowej, zasiedlających wilgotne lasy równikowe.
Różni się od innych przedstawicieli rodzaju Rhodospatha posiadaniem w każdej komorze zalążni jedynie kilku zalążków.